# Walter Rütt

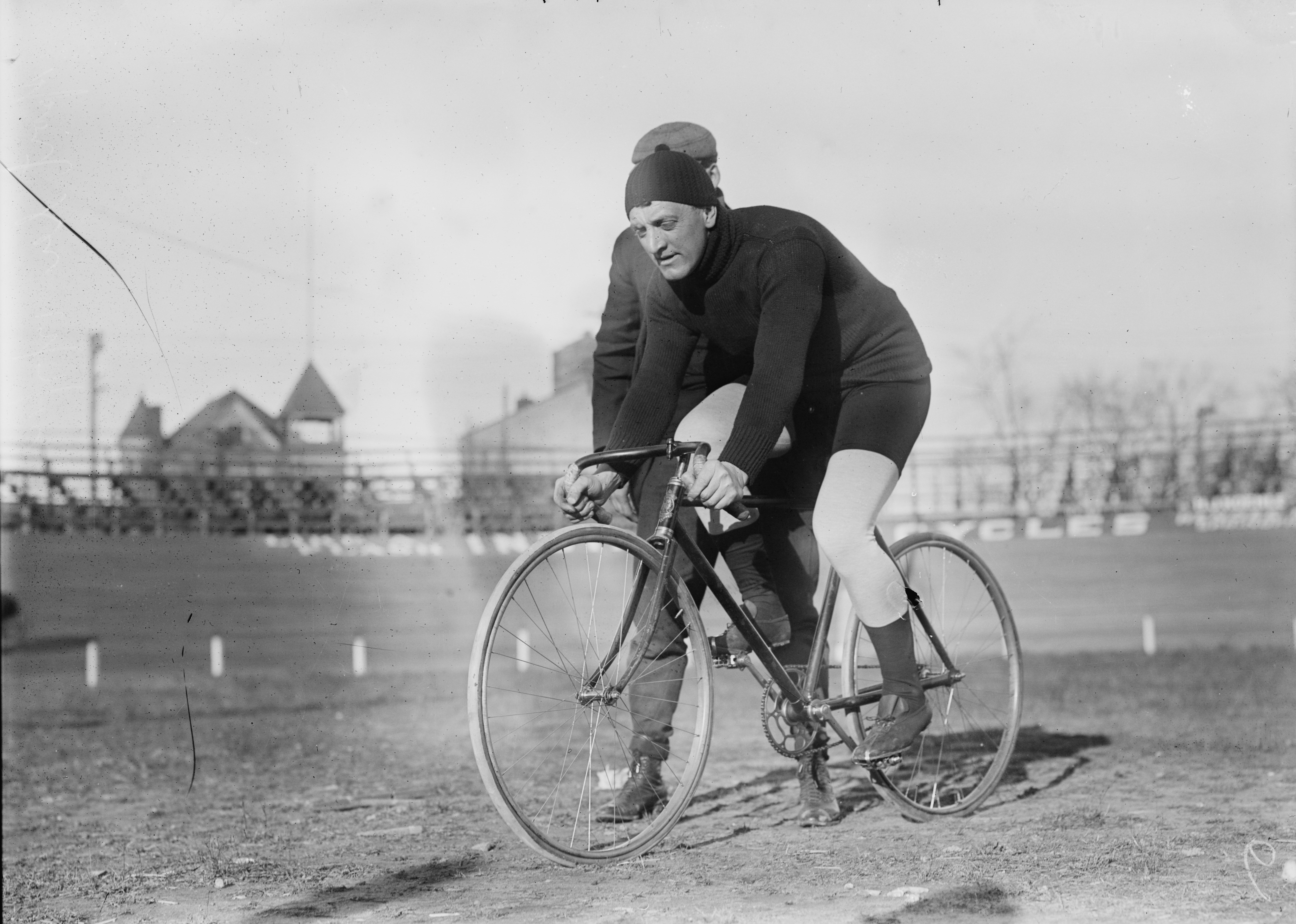
Walter Rütt in 1909

Walter Rütt (Morsbach, 12 september 1883 – Berlijn, 23 juni 1964) was een Duits wielrenner.

## Biografie
Walter Rütt werd op 17-jarige leeftijd professioneel baanwielrenner , zijn loopbaan duurde tot 1926. Zijn specialiteit was de sprint. Rütt had als bijnaam Der Kaiser.
Hij ging de geschiedenis in als de eerste Duitser die ooit een zesdaagse won. Dit was in 1907 in de zesdaagse van New York, zijn koppelgenoot was de destijds succesvolle Nederlandse baanrenner John Stol. Een jaar eerder was hij al derde geworden in deze zesdaagse samen met zijn Amerikaanse leermeester Floyd McFarland.
In totaal reed Rütt 23 zesdaagsen waarvan hij er negen won. Hiervan won hij er vijf samen met de John Stol. In het begin van zijn carrière reed hij alleen zesdaagsen in de Verenigde Staten en woonde hij in Frankrijk om reden dat hij militaire dienst had geweigerd. Toen in 1909 het zesdaagsenfenomeen naar Europa overwaaide in de vorm van de zesdaagse van Berlijn kon hij hieraan om deze reden niet meedoen. Een jaar later mocht hij alsnog meedoen door toedoen van de Duitse kroonprins, die zich persoonlijk had ingespannen om hem aan de start te krijgen. Aan de zijde van Jack Clark werd Rütt enthousiast aangemoedigd door het Berlijnse publiek en werd hij gevierd als overwinnaar. Hij won niet alleen de editie van 1910 maar ook de drie volgende edities samen met koppelgenoot John Stol.

## Andere prestaties
Nadat hij in 1907 al eens derde was geworden op het wereldkampioenschap sprint, behaalde hij in 1913 zijn grootste individuele prestatie door het winnen van de wereldtitel sprint bij de profs. In de finale versloeg hij de toentertijd zesvoudige titelhouder, de Deen Thorvald Ellegaard. In 1911 behaalde hij de Europese titel op de sprint en in 1910, 1919, 1920 en 1923 tevens de Duitse titel.

## Zesdaagse overwinningen

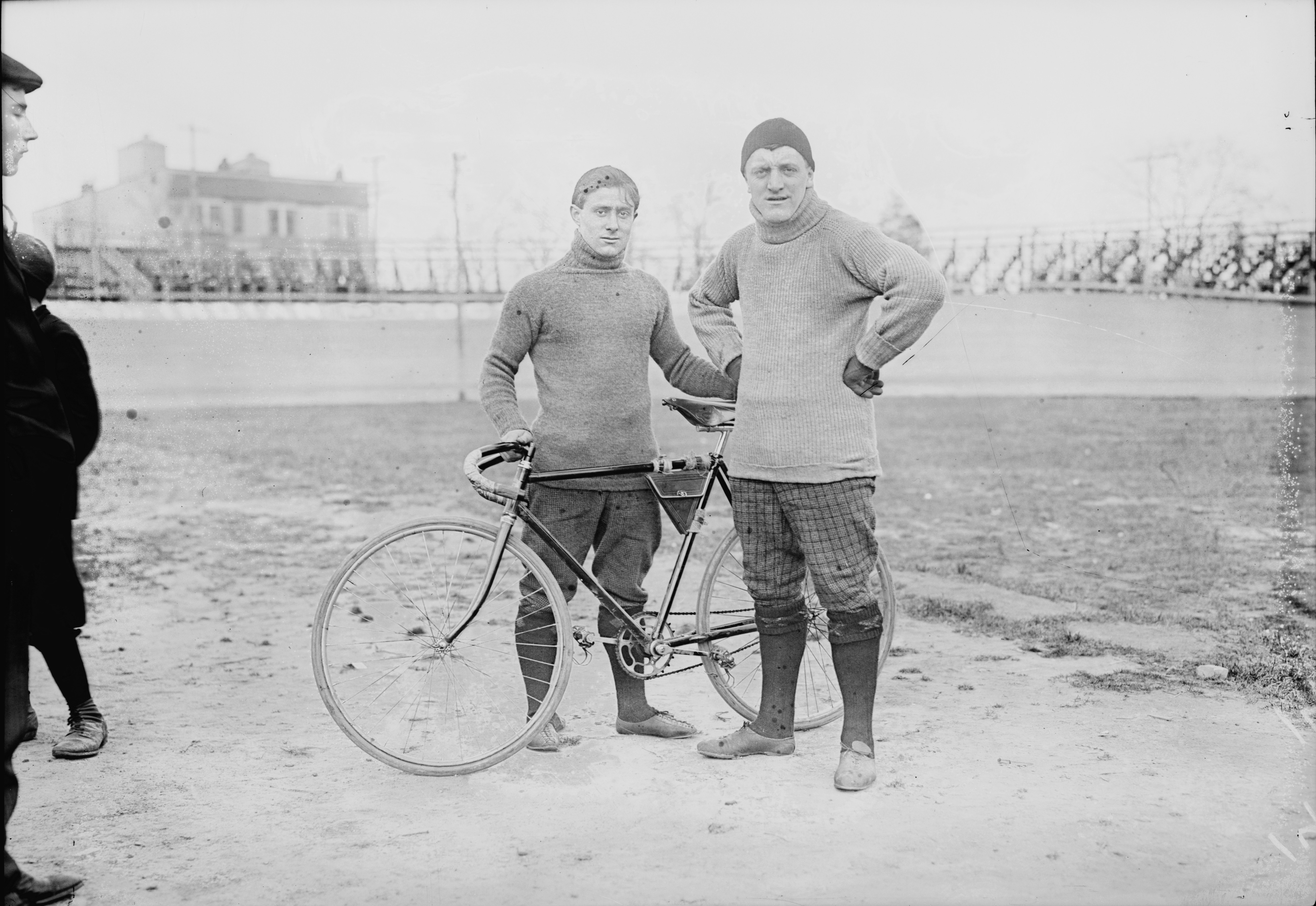
John Stol en Walter Rütt in 1908

| Nr. | Jaar   | Zesdaagse van | Samen met   |
| --- | ------ | ------------- | ----------- |
| 1   | 1907   | New York      | John Stol   |
| 2   | 1909   | New York      | Jack Clark  |
| 3   | 1910   | Berlijn       | Jack Clark  |
| 4   | 1911   | Berlijn       | John Stol   |
| 5   | 1911   | Frankfurt     | John Stol   |
| 6   | 1912   | New York      | Joe Fogler  |
| 7   | 1912-1 | Berlijn       | John Stol   |
| 8   | 1912-2 | Berlijn       | John Stol   |
| 9   | 1925   | Berlijn       | Emile Aerts |

## Na zijn wielercarrière
In 1926 beëindigde Walter Rütt zijn wielercarrière en al direct vatte hij het plan op om een eigen wielerarena te bouwen. Rütt stopte hier zijn hele, tijdens zijn carrière als wielrenner verdiende vermogen in. In 1926 werd de 250 m lange houten wielerbaan onder de naam Walter Rütt arena geopend. Na aanvankelijke successen kwamen echter jaren van tegenslag, mede doordat de arena een open baan was en verscheidene evenementen letterlijk in het water vielen, werden er grote verliezen geleden. Toen in 1931 door een grote brand een aanzienlijke schade werd aangericht was dit, mede omdat de verzekeringspremies niet betaald waren, het einde van de arena. Zijn levenswerk was totaal vernietigd en Rütt was financieel volledig geruïneerd.
Hij was gedoemd om als trainer aan het werk te gaan, probeerde het later als radioverslaggever om vervolgens als fietsverkoper en caféhouder te eindigen.
Walter Rütt overleed op 24 juni 1964 en werd in een eregraf in Berlijn bijgezet.
- Bibliothèque nationale de France: cb14977007t (data)
- Gemeinsame Normdatei: 134123514
- International Standard Name Identifier: 0000 0000 2295 5570
- Virtual International Authority File: 38126677
- WorldCat: E39PBJw4y6rCFtd6D9dw8pbWXd